# 斯普兰汀乌鲨
斯普兰汀乌鲨（学名：Etmopterus splendidus），又名斯普蘭汀燈籠棘鮫，为角鲨科乌鲨属的鱼类。分布于西太平洋的日本沿海以及台湾东北部海域等。该物种的模式产地在日本。